# Минають дні, минають ночі...
«Минають дні, минають ночі…» — вірш Тараса Шевченка, написаний у В'юнищі 1845 року, який увійшов до його рукописної поетичної збірки «Три літа».

## Зміст
Вірш утверджує активне, революційне ставлення до дійсності. Тут, як і в багатьох іних поезіях, Тарас Шевченко різко виступав проти сонливої покори, байдужого змирення людини з підневільним становищем. Життя в задушливій атмосфері самодержавства присипляє думку й почуття, прирікає людину на нікчемне животіння. Біль, іронія і пристрасть поєднуються в звертанні до бога дати долі — хоч «злої», «коли доброї жаль». Поет говорить, що страшно жити в кайданах, у неволі, але ще страшніше — «спати, спати, // І спати на волі». Образ сну, приспаної волі Шевченко не раз вживав, щоб засудити духовну дрімоту й суспільну пасивність. Сенс людського існування поет бачить у діянні, для нього найгірше «сліду не кинуть // Ніякого, однаково // Чи жив, чи загинув!». Таке розуміння життєвого покликання людини як борця, а не смиренного раба, означало в умовах царського деспотизму заклик до революційної дії, до боротьби проти існуючого ладу. Своїм духом і спрямуванням вірш є взірцем революц. лірики високого гуманістичного звучання.

## Автограф, публікація і датування
Зберігся чистовий автограф вірша, який увійшов до рукописної збірки «Три літа». Твір вперше надрукований у журналі «Основа» 1861 року (№ 3, стор. 1—2).
Автограф датовано: «21 декабря 1845, Вьюнища». Датується за цим автографом: 21 грудня 1845 рік, В'юнище.

## Написання
Найраніший відомий текст — чистовий автограф у рукописній збірці «Три літа», до якої вірш переписано з невідомого автографа у квітні — червні 1846 року, під час перебування Тараса Шевченка в Києві. Вірш набув певного поширення в рукописних списках. Після повернення із заслання Шевченко дістав текст поезії «Минають дні, минають ночі…» і 1860 року разом з багатьма іншими своїми творами передав його до журналу «Основа». Вірш опубліковано після смерті поета з істотною відміною в рядках 18 — 20 від тексту збірки «Три літа», відібраної в Шевченка під час його арешту 5 квітня 1847 року. Хоч не виключена можливість пристосування цих рядків до підцензурного друку самим поетом, більш імовірне редакторське втручання в напрямі пом'якшення антирелігійних мотивів.
Вперше введено до збірки творів у виданні: «Кобзарь Тараса Шевченка / Коштом Д. Е. Кожанчикова» 1867 року, де подано за першодруком, і того ж року — у виданні: «Поезії Тараса Шевченка» 1867 року.
За невідомим рукописним списком (як зазначено в примітці, «рукописом 1848 року») неточний текст вірша подано в «Кобзарі з додатком споминок про Шевченка Костомарова і Микешина» 1876 року.
Вірш поширювався у списках і після смерті Шевченка. Від першодруку в журналі «Основа» походять список у збірці «Сочинения Т. Г. Шевченка» 1862 року, рукописні «Кобзарі»: 1865 року, переписаний Д. Демченком, та 1866 року.

## Художні інтерпретації
Твір поклали на музику Микола Лисенко, Сидір Воробкевич, Владислав Заремба, Борис Підгорецький й інші.

## Переклади
Грузинською мовою переклав грузинський поет, перекладач і громадський діяч Мамія Гурієлі (1836—1891). Опубліковано в газеті «Театрі» («Театр», 1866, № 38).